# Borbetomagus
 (octobre 2014).
Le contenu est difficilement compréhensible vu les erreurs de traduction, qui sont peut-être dues à l'utilisation d'un logiciel de traduction automatique.
Borbetomagus, rarement Bormitomagus, est le nom latinisé d'une colonie celtique sur le terrain de la ville de Worms d'aujourd'hui en Hesse rhénane (Rhénanie-Palatinat). 

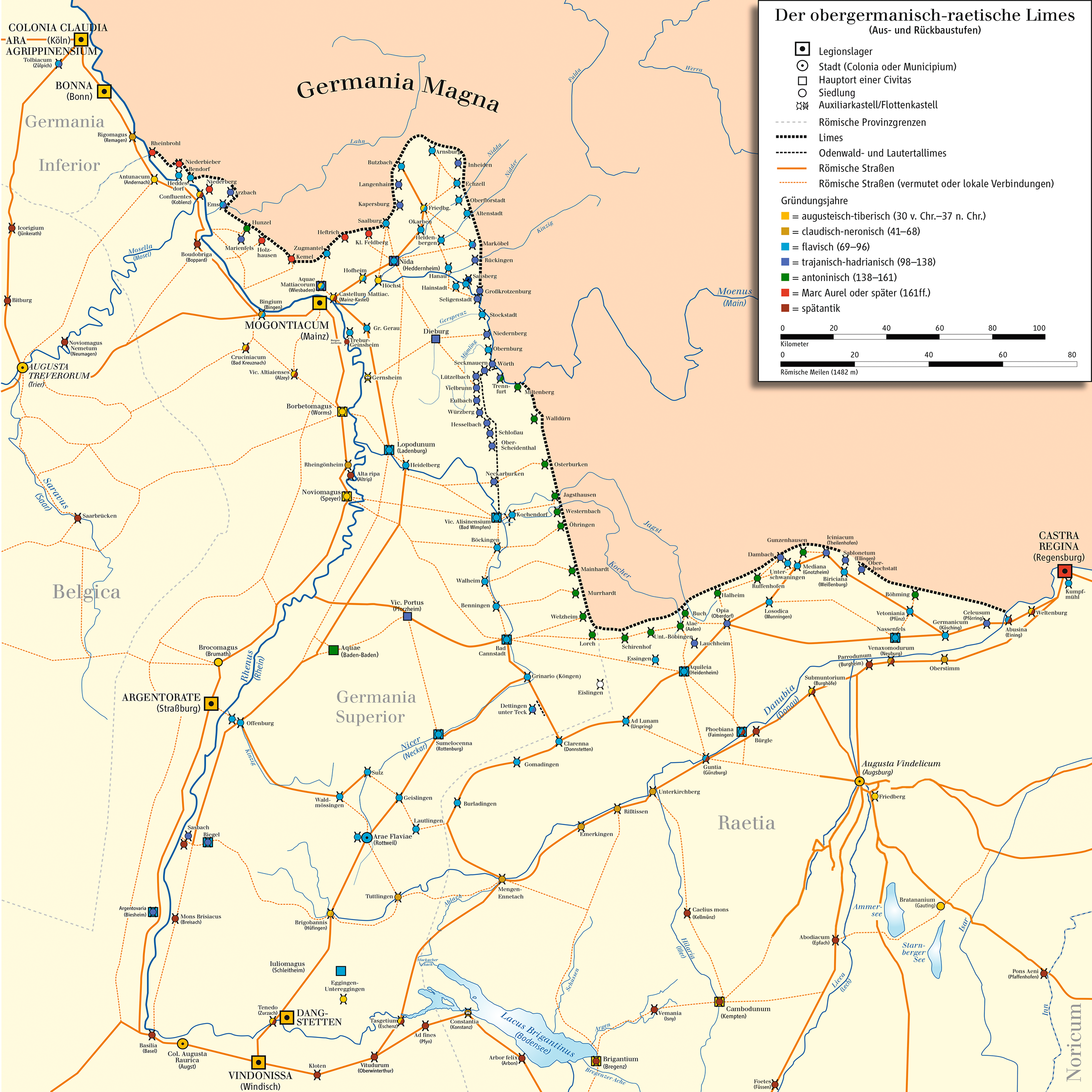
Localisation sur la DIRL (ligne du Rhin)

## Noms

### "Worms"
Le nom latin de la colonie est d'origine celtique. Le nom celtique se perdant au fil du temps, seule la forme latine est restée. Par la terminaison -magus se manifeste le mot celtique latinisé de "marché" (Feld, Ebene, Markt). C'est la raison pour laquelle le nom de la colonie était souvent traduit comme "le marché, le camp" sur la "Bormita" (Feld an der Bormita).
Borbeto- peut probablement s'expliquer avec le radical celtique borvo-, borbo- qui se trouve aussi dans le nom du Dieu des Bains Borvo, Borvo  ou Bormo. La colonie serait donc nommée d'après une station thermale ou d'après le nom du Dieu. Le radical pourrait donc signifier "liquidité" ou "source chaude". Dans le mot celtique borba que l'on retrouve dans beaucoup de langues peut aussi exprimer saleté ou ordure. La situation géographique de la ville située à la confluence des affluents de l'Eisbach et de la Pfrimm avec le Rhin pourrait nous fournir une explication.
Une autre définition de Borbeto- puise son origine dans le radical indogermanique bher- ("bouillir") auquel s'ajoute bherm ("eau pétillante"),. Ainsi Borbetomagus pourrait signifier à l'origine "Champs de source".
Par une modification phonétique historique le B se transforme en W. Ainsi Borbetomagus se transforme dans la langue des colons germaniques pendant le Haut Moyen Âge en "Warmazfeld, Warmazia/Varmacia, Wormazia/Wormatia" pour arriver finalement à "Worms". Ceci est dû à l'intonation germanique où seule la première syllabe perdure contrairement à la prononciation latine.

### "Wonnegau"
Lors de l'arrivée des Romains dans la région de Worms, la population celtique avait probablement déjà diminué ou même disparu. C'est pour cela que les Romains favorisèrent la colonisation de la tribu germanique des Vangions et qu'ils établirent une Civitas sous le nom de Civitas Vangionum ; celle-ci perdura au temps de la christianisation. Par la suite, le nom a subi des transformations et est devenu aujourd'hui Wonnegau aux environs de Worms.

## Histoire
Si peu de fragments de céramique sigillée datant du temps de l'empereur Auguste (31 av. J.-C.-14 ap. J.-C.) sont connus dans les environs, Worms est toutefois présentée comme étant la ville la plus ancienne de l'Allemagne (de), le disputant en cela à Trèves (Trier). En tout cas, à partir du temps de Tibère (14-37 ap. J.-C.) on y trouve probablement une colonie civile (vicus) à côté d'un Camp romain servant au casernement de troupes auxiliaires - p. ex. ala prima Hispanorum, ala Sebosiana, ala Agrippiana, ala Indiana. Dans le Musée de Worms (Andreassift) sont visibles plusieurs pierres tombales, témoignages de la présence de ces troupes auxiliaires.
Worms resta un chef-lieu civil de la Civitas Vangionum après le départ des troupes vers le Limes de Germanie dans l'Odenwald. Outre les traces du réseau routier, on a reconnu dans le périmètre de la Cathédrale des structures qui faisaient probablement partie du forum romain et du temple de Jupiter. Plusieurs fours à bois (céramique) ont été trouvés au sud de la ville ; dans le voisinage était située une tuilerie qui fabriquait les Wormser Gesichtskrüge. Les trouvailles les plus importantes proviennent des tombeaux romains ; des recherches sérieuses datent de 2006 .
Pendant l'Antiquité tardive et après la chute du limes de Germanie, Worms redevint une ville frontalière ; les milites secundae Flaviae étaient stationnées dans le Kastell. La muraille de l'antiquité tardive date probablement du temps de Valentinien Ier (364-375) ; un fragment est conservé près de l'église Saint-Paul de Worms et sur le côté nord-ouest du quartier de la cathédrale. 
On s'interroge pour savoir si Borbetomagus était la capitale du royaume de Worms, territoire des Burgondes au début du Ve siècle, sur le Rhin supérieur.